# Küçükköyspor
Küçükköyspor is een sportclub opgericht in 1968 te Gaziosmanpaşa, een district in Istanboel, Turkije. De clubkleuren zijn groen en zwart. De thuisbasis van de club is het Küçükköy Stadion.
Küçükköyspor heeft nooit gevoetbald in de Süper Lig en de voetbalafdeling van de club heeft ook nooit noemenswaardige prestaties geleverd in de Turkse Beker.